# Малютін Іван Митрофанович
Іва́н Митрофа́нович Малю́тін (1899 , Дніпро, Катеринославська губернія, Російська імперія  — 10 травня 1970 , Дніпро, Дніпропетровська область, Українська РСР, СРСР ) — український радянський діяч, виконувач обов'язків голови виконавчого комітету Вінницької обласної ради депутатів трудящих (1937–1938). Депутат Верховної Ради СРСР 1-го скликання (1937–1946). Депутат Верховної Ради УРСР 1-го скликання (1938–1947).

## Біографія
Народився 1899 року в родині робітника Брянського заводу в Катеринославі, тепер Дніпро, Дніпропетровська область, Україна. З 1914 року працював помічником токаря Брянського металургійного заводу міста Катеринослава.
У березні 1918–1924 роках — у Червоній армії, учасник Громадянської війни в Росії, був важко поранений. 1923 року нагороджений орденом Червоного Прапора.
Член РКП(б) з 1918 року.
З 1923 року перебував на партійній роботі в місті Катеринославі, працював секретарем партійного осередку.
Потім був секретарем Ялтушківського районного комітету КП(б)У на Вінниччині; секретарем і головою Могилів-Подільської окружної ради профспілок; завідувачем організаційного відділу Могилів-Подільського окружного комітету КП(б)У на Вінниччині.
З 1930 року — на відповідальній радянській роботі: голова виконавчого комітету Хмільницької районної ради Вінниччини; голова виконавчого комітету Полонської районної ради Вінницької області; голова виконавчого комітету Джулинської районної ради Вінницької області.
У 1936—1937 роках — 1-й секретар Джулинського районного комітету КП(б)У Вінницької області.
У 1937 — лютому 1938 року — 1-й заступник голови виконавчого комітету Вінницької обласної ради. З лютого до серпня 1938 року — виконувач обов'язків голови виконавчого комітету Вінницької обласної ради. У серпні 1938 року відкликаний в розпорядження ЦК КП(б)У.
У 1938–1961 роках — заступник начальника, начальник Дніпропетровського обласного управління хлібопродуктів.
З 1961 року — персональний пенсіонер союзного значення в Дніпропетровську.
Помер 10 травня 1970 року в Дніпропетровську, тепер місто Дніпро, Дніпропетровська область, Україна.

## Нагороди
- орден Червоного Прапора (1923)[1].